# Pachycephala leucogastra
Sibilante-de-peito-preto ou assobiadeira-de-barriga-branca (Pachycephala leucogastra) é uma espécie de ave da família Pachycephalidae.
Pode ser encontrada nos seguintes países: Indonésia e Papua-Nova Guiné.
Os seus habitats naturais são: florestas de mangal tropicais ou subtropicais.